# Marcin Czuryło
Marcin Czuryło herbu Korczak (zm. po 1610) – działacz szlachecki, poseł na sejm, działacz różnowierczy, właściciel Błażkowiej.

## Życiorys
Był synem Mikołaja Czuryły i Reginy z Ligęzów, siostry kasztelana wiślickiego Mikołaja. Poślubił Annę Jazłowiecką, córkę Jerzego Jazłowieckiego, wojewody podolskiego – ich dzieci stały się z czasem dziedzicami obszernych, ale zniszczonych majątków rodziny Jazłowieckich.
Karierę robił w wojsku, na sejmie 1587 roku został mianowany rotmistrzem, za udział w kampanii połockiej. Wcześniej w 1583 roku otrzymał tytuł dworzanina królewskiego.
Był kalwinistą, podobnie jak żona w Błażkowej utrzymywał zbór kalwiński, w 1603 roku synod upominał go o obsadzenie go pastorem.
W małżeństwie z Jazłowiecką miał kilkoro dzieci:
- Annę żonę Stanisława Kaszowskiego, potem Jana Odrzywolskiego
- Katarzynę, żonę Stanisława Kunata, potem Jana Bogusza
- Jerzego
- Mikołaja, stolnika sanockiego od 1625, który przeszedł na katolicyzm
- Marcina (zm. po 1623), żonatego z Barbarą Firlejówną, córką Andrzeja Firleja potem z Katarzyną Bolestraszycką
- Andrzeja (zm. po 1625 / prz.1632), podczaszy halicki żonatego z Marianną Przerębską.

Opiekunem jego syna Andrzeja podczas podróży na Uniwersytet w Bazylei i Francji w 1610 roku był Maciej Vorbeck-Lettow. Marcin i Andrzej pozostali przy kalwinizmie jeszcze w 1625.
Rodzina Czuryłów wygasła w linii męskiej na jego wnukach (synach Mikołaja) i majątki przeszły w ręce innych rodzin.